# Hainault
Hainault (IPA: [ˈheɪnɔːt]) è un quartiere del borgo londinese di Redbridge, nella periferia orientale di Londra, a quasi 20 km da Charing Cross.
La parte più meridionale del quartiere ha come codice postale IG6 (e fa dunque parte della città postale di Ilford), mentre la parte più settentrionale ha come codice postale IG7 (e fa dunque parte di Chigwell).
L'area è parte della Metropolitan green belt: al limite orientale del quartiere si trova la Hainault Forest, mentre il limite settentrionale, dove si trova il confine con il distretto di Epping Forest (nella contea dell'Essex), è caratterizzato da terreni agricoli.

## Storia

### Origine
Il nome Hainault viene registrato per la prima volta nel 1239 come Hyneholt, che significa "bosco monastico".
Già dal 1221, tuttavia, Hainault era registrata come un distretto autonomo.
L'area, appartenente all'abbazia di Barking, era prevalentemente boschiva.
La densità della foresta ha implicato il largo utilizzo del legname disponibile nell'area per la costruzione di barche e abitazioni.
Il declino della domanda per il legname, insieme a una accresciuta domanda per il cibo, ha portato, nel 1851, alla ratifica di un atto parlamentare che autorizzava la deforestazione di gran parte della foresta di Hainault.
Hainault si trovava, fino al 1965, nella parte più settentrionale del borgo municipale di Ilford, a cavallo del confine con il distretto urbano di Chigwell.
Nel 1965, il borgo municipale di Ilford viene fuso con 0.3 km² del distretto urbano di Chigwell, nelle vicinanze di Hainault, e altre zone (facenti precedentemente parte del borgo di Wanstead e Woodford e del borgo di Dagenham) e trasformato nel borgo di Redbridge, parte della contea della Grande Londra.
Nel 1961, la popolazione residente nella parte di Chigwell era di 7 071 unità.
Ad oggi, Hainault è noto per l'alto tasso di criminalità e la cultura delle gang: è stato nominato per essere uno dei peggiori posti dove vivere in Inghilterra.

### Sviluppo

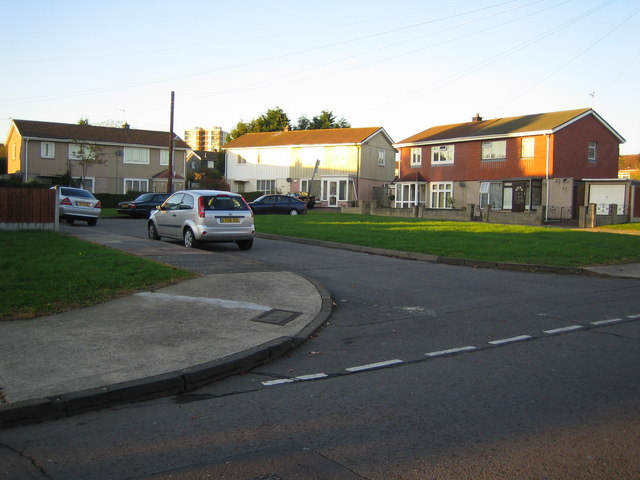
Villette a schiera del secondo dopoguerra tipiche della zona di Hainaut (Huntsman Road). L'edificio centrale di questi tre, probabilmente, rappresenta lo stile originale, mentre le altre due riflettono le modifiche apportate nel corso degli anni dai proprietari

Lo sviluppo urbano della zona è incominciato nell'agosto del 1856, quando la compagnia ferroviaria ha prolungato la Great Eastern Railway da Stratford a Loughton. Nel 1903, viene aperta una diramazione in direzione Ilford dalla linea principale, in località Woodford. Hainault era una stazione di questa diramazione.
Benché si sperasse che l'arrivo della ferrovia avesse spinto progetti di sviluppo edilizio, nella zona si dovettero aspettare decenni per l'inizio di questo sviluppo: a causa del mancato sviluppo della zona, e dei bassi carichi, la stazione di Hainault rimase chiusa dal 1908, 5 anni dopo l'inaugurazione, fino al 1930.
Lo sviluppo dell'area cominciò nei tardi anni venti.
Come risultato del programma di nuovi lavori del 1935-40 del  London Passenger Transport Board (ma non completato fino al 1948, a causa della seconda guerra mondiale), la London and North Eastern Railway subentra nella gestione della linea: questa linea viene convertita per l'utilizzo dei treni della metropolitana.

## Foresta di Hainault

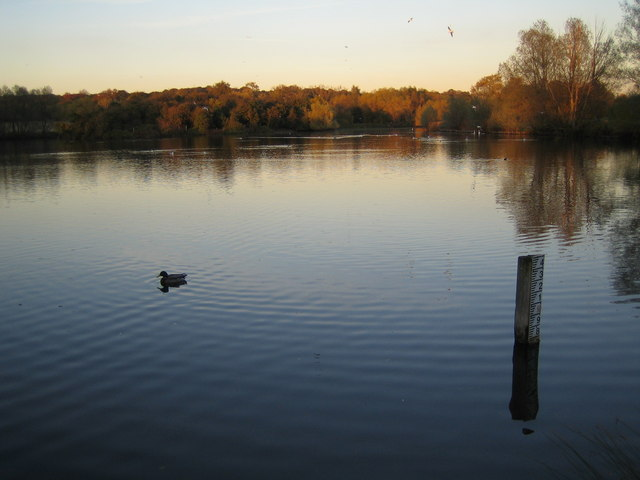
Lago all'interno della Hainault Forest

La foresta di Hainalt (Hainault Forest) è un geosito situato tra Hainaut, nel Redbridge, il borgo londinese di Havering, e nella parrocchia di Lambourne, nel distretto Epping Forest in Essex.
Si tratta di un'area di 136 ettari, gestita da differenti enti, in base assa posizione: la sezione di Redbridge è gestita dal consiglio di Redbridge, mentre la sezione dell'Essex è gestita dal Woodland Trust.

### Storia
La Hainault Forest, insieme alla foresta di Epping e la foresta di Hatfield, è uno dei restanti boschi dell'Essex.
Questo bosco apparteneva all'abbazia di Barking fino alla dissoluzione dei monasteri. Si estendevaa verso nord fino a Theydon Bois, a est a Havering-Atte-Bower, a sud a Aldborough Hatch, e a ovest fino a Leytonstone.
Nel censimento ordinato da Enrico VIII nel 1544, era riportato che l'estensione di questa foresta era di era circa 12 km².
La superficie forestale è stato ridotta bruscamente a causa della deforestazione legalizzata da una legge del Parlamento del 1851: alberi secolari, insieme alla fauna della foresta, vennero abbattuti e il territorio venne diviso in lotti edificabili, per soddisfare la crescente domanda per abitazioni a Londra.
Questo atto è stato deplorato da Sir Walter Besant nei suoi lavori su Londra: tra l'altro, la foresta era l'impostazione per il suo romanzo All in a Garden Fair.

### Conservazione

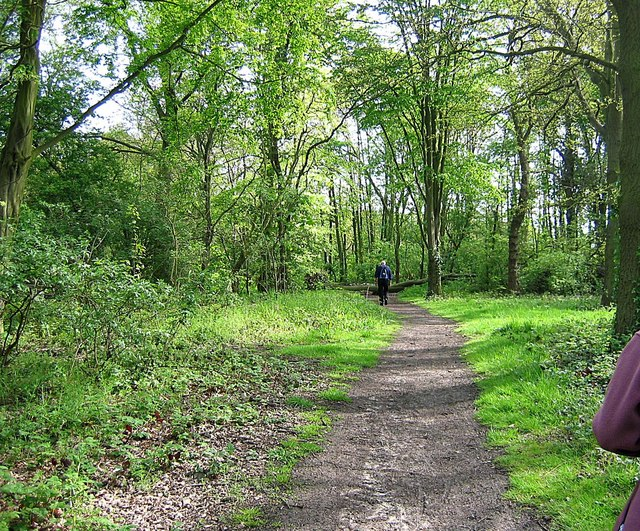
Sentiero all'interno del bosco

A seguito della pressante opinione pubblica per conservare le parti restanti della foresta di Hainault, un totale di 3,3 km² di terreno sono stati comprati per uso pubblico nel 1906. Quest'area include 1 km² boschivo e di terreno per la pastorizia.

## Trasporti
Il quartiere è servito dalle stazioni di Hainault e Grange Hill della Central line.
Le linee viarie che servono la zona sono: 150, 167, 169, 247, 275, 362 e la 462. La linea N8, che collega Hainault The Lowe a Stratford e Oxford Circus serve il quartiere di notte.